# Humanitats
Les humanitats són un grup de matèries acadèmiques unides pel seu objectiu d'estudiar la condició humana i una aproximació qualitativa que normalment evita que un sol paradigma arribi a definir una disciplina. Existeixen altres noms genèrics, com el mateix concepte de «lletres», utilitzats normalment en oposició a les anomenades «ciències» [dures]. Alhora hi ha definicions que miren de diferenciar les «ciències humanes» de les «ciències socials» o tot el contrari, de manera que es torna problemàtic definir les humanitats i per això hi ha tot un debat epistemològic al seu voltant.
Per una qüestió o l'altra, la definició clàssica és el grup de matèries acadèmiques que estudien la condició humana. Són ciències en tant que formulen hipòtesis i miren de respondre-hi sense cap pensament mitològic pel mig. És a dir, són ciències humanes perquè es deslliguen de la religió i estudien l'home a partir d'un mètode verificable. Les ciències humanes són un tipus d'estudi ideogràfic perquè es fa sense crear lleis o postulats generals. Originàriament l'estudi de les humanitats (humanitatis) es definien en oposició a l'estudi de les lletres divines. És doncs aquí on rau l'essència de les humanitats. A la vegada la separació entre religió i humanitats és el que permet fonamentar les humanitats com a ideografia pròpiament occidental.
En acadèmia, hom considera que les humanitats són, conjuntament amb les ciències socials i les ciències naturals, un dels tres components més importants de les arts i ciències liberals. La separació de les ciències data de l'edat mitjana (amb el trivium i el quadrivium) i ha anat creixent a mesura que s'especialitzava el saber. És aleshores que se separen ciències humanes, socials i naturals. Els estudiosos que treballen amb les humanitats són descrits com humanistes, però això pot ser confús, car també descriu una postura filosòfica (l'humanisme) que alguns estudiosos antihumanistes refusen.
En tant que grup de matèries d'estudi, a Occident i al sistema educatiu tradicional d'aquest, les humanitats estan vinculades especialment als anomenats estudis clàssics: l'art i la cultura de l'antiguitat grecoromana amb diversos afegits que s'han anat sumant a carrera llarga i que constitueixen l'anomenat cànon occidental.
Entre les matèries o camps d'estudi que poden considerar-se part de les humanitats, hi ha:
- la literatura
- la filosofia
- la història
- la lingüística
- les arts plàstiques, la cultura i els mèdia

S'hi pot incloure igualment les ciències polítiques, l'antropologia, la sociologia, l'economia, el dret, la geografia humana o política, etc. Considerar o no unes disciplines concretes com a «humanitats» respecte d'altres és un cas acadèmic que transcendeix de la simple consideració organitzativa o universitària. Implica incloure-hi la condició de cientificitat i això és per a alguns autors una condició primordial tot i que el mètode fa grinyolar-ne la designació.

## Definició
El terme humanitats prové del llatí i la paraula es construeix durant el Renaixement europeu, a les portes i tot entrant a l'Edat moderna. És a l'Itàlia actual que el concepte pren forma, encara que a Occident les humanitats ja porten des de l'Edat antiga construint-se.
En una definició estricta, les humanitats són:
tot tipus d'estudis i reflexions que ubiquen l'home al centre de la realitat i que en fan la mesura de totes les coses
L'ús posterior ha portat a definir igualment les humanitats com la "forma de divisió del coneixement amb què es realitzen funcions administratives" en "la docència i la investigació" però, tot i així, aquesta és una definició que descriu l'ús que se'n fa. No es dedica doncs a definir l'objecte.
Tanmateix, en aquestes dues definicions hi trobem la concepció que es fa de les ciències humanes a banda i banda del planeta. Mentre Occident veu les humanitats com l'estudi de l'home, sense quelcom de més pràctic, llevat de tenir coneixement, a l'Àsia les humanitats han estat vinculades des de ben inicialment a l'administració i l'estat. La Xina principalment és qui procura aquesta segona definició. S'hi desenvolupa ben aviat tot un aparell administratiu que a Europa no existia i que necessitava tenir gent formada per portar l'estat.

## Objecte d'estudi
Mentre que la definició exacta d'humanitats pot ser contenciosa, les següents disciplines són normalment reconegudes com la seva base:
- Literatura, crítica literària i literatura comparada
- Filosofia
- Lingüística i idiomes
- Els Clàssics:
  - Grec antic
  - Llatí
- Història
- Estudis culturals i d'àrea
  - Camps regionals interdisciplinaris com els estudis orientals, estudis americans, o estudis afroamericans
  - L'estudi de la religió
  - Art, història de l'art, crítica artística i teoria de l'art
  - Música i musicologia

D'altres eixamplen la definició per incloure-hi altres estudis de la vida humana usant descripcions i anàlisis qualitatives, incloent-hi grans parts dels següents camps:
- Antropologia cultural
- Sociologia
- Ciències polítiques
- Arqueologia
- Llei i Jurisprudència
- Algunes branques de l'Economia

## Mètode científic

### Hermenèutica
El mètode científic de les ciències humanes és l'hermenèutica i el raonament cartesià.
El terme hermenèutica prové del verb hermeneuein i vol significar “interpretar”, és a dir, donar o atribuir de significat una determinada cosa o declaració. Inicialment tenia tres significats: expressar paraules, explicar o interpretar i traduir o traslladar.
El sentit de la traducció s'ha mantingut i avui l'hermenèutica és la interpretació, és a dir, el trasllat comprensible d'un text al pensament actual. La interpretació és l'explicació d'una actitud, d'un gest o unes paraules atorgades a algú. És a dir, fer d'aquella actitud, gest o paraules quelcom de comprensible. Alguns autors, de fet, fan derivar el terme hermenèutica del Déu grec Hermes qui, segons la mitologia, era el missatger entre els homes i les divinitats del Panteó grec (Maurizio Ferraris, p: 8, 9).
L'humanisme renaixentista a Europa treu l'hermenèutica dels cercles religiosos com havia passat a l'Edat Mitjana per apropar-se a una lectura dita romana o llatina. La intenció és traduir el passat però no pas afegint-hi lectures, és a dir, traduir la realitat del passat a les cultures contemporànies sense esbiaixar-la.
Friederich Schleirmacher (1768-1834) és considerat el pare de l'hermenèutica moderna. Convertí efectivament l'hermenèutica en l'estudi de la comprensió dels texts, tot reprenent conceptes com ara el cercle hermenèutic o proposant formes de falsable, com ara l'estudi biogràfic de l'autor i la seva mirada psicològica.

### Cientificitat
Actualment, el mètode científic hipoteticodeductiu és la base del desenvolupament i investigació de les ciències. Es basa en els passos d'observació, experimentació, hipòtesi i teoria. Tanmateix, no totes les ciències fan ús de l'experimentació, sinó que procuren respostes mitjançant únicament la racionalitat, esvaint-se de l'empirisme perquè la introducció de l'empirisme és simplement impossible.
Podem establir doncs dues grans classes de mètodes d'investigació: els mètodes lògics i els mètodes empírics. Els primers són tots aquells que es basen en la utilització del pensament a les seves funcions de deducció, anàlisi i síntesi (ciències formals), mentre que els mètodes empírics (ciències fàctiques) s'aproximen al coneixement de l'objecte mitjançant el seu coneixement directe i l'ús de l'experiència.
Ara bé, la noció actual de ciència envia tot sovint a les ciències dures perquè hom concep irracionalment la ciència a través de l'empirisme. Les demostracions, conclusions i la seva aplicació al camp de la tecnologia, amb els resultats subjacents, fa que hom atorgui a la ciència la designació de veritable i, per tant, l'associï a física, química o biologia. Des d'aquest punt de vista, la sociologia, la psicologia o la història no són assimilades a veritables perquè només poden donar interpretacions, no pas conclusions fiables.
Per entendre-ho cal abans d'això definir el terme ciència. El terme prové del llatí i en aquesta llengua vol dir coneixement. Així, la ciència designa coneixement i, per això, es pot classificar la sociologia com la biologia en tant que coneixement. El debat sobre la cientificitat segueix tot i això molt viu.

## L'humanisme i les humanitats

### Quant a l'humanisme
Humanisme i humanitats no són ben bé la mateixa cosa. L'humanisme és un corrent de pensament i les humanitats és l'estudi de l'home cultural en acadèmies. No endebades això, tots dos van units. Són els humanistes els qui practiquen les humanitats. Per tant, es torna necessari definir l'humanisme i parlar de la filosofia que l'acompanya.
L'humanisme neix a Europa en reacció a l'antic règim però no es pot situar al segle xviii, sinó que cal anar a cercar-ne els precedents més recents al segle XIV. Més concretament al Renaixement. Aquest moviment artístic va anar acompanyat d'un moviment intel·lectual que anomenam humanisme. Diversos erudits es planten contra la tradició i el seu estatisme. La vida està regida per la providència i la natura. Totes dues condicionen la vida de la població. Res és i tot s'esdevé per les Lleis naturals de Déu.
Però la desfeta de les croades a Jerusalem submergeixen tot el continent europeu en una llarga crisi de valors en què l'Església catòlica hi acaba perdent. Davant d'això, diversos intel·lecutals miren de desfer-se d'aquesta providència i construeixen els nous valors de l'Europa contemporània. En voler desfer-se d'aquesta fatalitat determinada per un Déu, es desconnecten dels estaments i proposen una societat d'individus, de l'individualisme.
Aquest individualisme es recolza aleshores sobre la raó i el pensament raonat. Ningú es desdiu de la tradició però la tradició no pot tornar-se en cap autoritat, sinó que l'home mateix ha de gaudir de llibertat per tal de poder explorar el món tot sol. Aquest individualisme passa a ser cultivat a les ciutats on la urbanització es torna sinònim d'autonomia, alliberament polític i lliure pensament.
L'home es torna doncs el centre de les preocupacions i Toqueville ho tradueix en "humanisme" i "individualisme". Tot aquest moviment pren les seves arrels a l'antiguitat i les perllonga a les guerres de religió fins a arribar a la Il·lustració que n'és l'expressió més màxima.

### Ciutadania i autoreflexió
Des de finals del segle xix, una justificació central de les humanitats ha estat que ajuda i fomenta l'autoreflexió, una autoreflexió que, al seu torn, ajuda a desenvolupar la consciència personal o un sentit actiu del deure cívic.
Wilhelm Dilthey i Hans-Georg Gadamer van centrar l'intent de les humanitats de distingir-se de les ciències naturals en el desig de la humanitat de comprendre les seves pròpies experiències. Aquesta comprensió, segons van afirmar, uneix persones amb idees afins d'orígens culturals similars i proporciona una sensació de continuïtat cultural amb el passat filosòfic.
Els erudits de finals del segle XX i principis del XXI van estendre aquesta "imaginació narrativa" a la capacitat de comprendre els registres de les experiències viscudes fora del propi context social i cultural individual. A través d'aquesta imaginació narrativa, s'afirma, els estudiosos i estudiants en humanitats desenvolupen una consciència més adequada al món multicultural que vivim. Aquesta consciència pot adoptar la forma passiva que permet una autoreflexió més efectiva o s'estén a una empatia activa que facilita la dispensació de deures cívics que un ciutadà del món responsable ha de dur a terme. No obstant això, hi ha desacord sobre el nivell d'influència que pot tenir l'estudi de les humanitats en un individu i si la comprensió produïda en l'empresa humanística pot garantir o no un "efecte positiu identificable sobre les persones".

### Encaix de les humanitats a les ciències
Hi ha tres branques principals del coneixement: ciències naturals, ciències socials i les humanitats. La tecnologia és l'extensió pràctica de les ciències naturals, ja que la política és l'extensió de les ciències socials. De la mateixa manera, les humanitats tenen la seva pròpia extensió pràctica, de vegades anomenada "humanitats transformadores" (transhumanitats) o "culturònica" (terme de Mikhail Epstein):
- Natura – ciències naturals – tecnologia – transformació de la natura
- Societat – ciències socials – política – transformació de la societat
- Cultura – ciències humanes – culturònica – transformació de la cultura

La tecnologia, la política i la culturònica estan dissenyades per transformar allò que les seves respectives disciplines estudien: natura, societat i cultura. El camp de les humanitats transformadores inclou diverses pràctiques i tecnologies, per exemple, la planificació lingüística, la construcció de nous llenguatges, com l'esperanto, i la invenció de nous gèneres i moviments artístics i literaris, com el romanticisme, el simbolisme o el surrealisme. La invenció humanística en l'àmbit de la cultura, com a pràctica complementària a l'erudició, és un aspecte important de les humanitats.

### Interpretar la societat
La divisió entre l'estudi humanístic i les ciències naturals informa també d'arguments que porten significat a les humanitats. Allò que distingeix les humanitats de les ciències naturals no és un tema determinat, sinó més aviat el mode d'enfocament de qualsevol qüestió. Les humanitats se centren en la comprensió del significat, el propòsit i els objectius i afavoreix l'apreciació de fenòmens històrics i socials singulars —un mètode interpretatiu per trobar la "veritat"— en lloc d'explicar la causalitat dels esdeveniments o descobrir la veritat del món natural. A part de la seva aplicació social, la imaginació narrativa és una eina important per a la (re)producció de significats entesos a la història, la cultura i la literatura.
La imaginació, com a part del conjunt d'eines d'artistes o acadèmics, ajuda a crear un significat que invoca la resposta d'un públic. Atès que un estudiós en humanitats sempre està dins el nexe de les experiències viscudes, teòricament no és possible cap coneixement "absolut"; el coneixement és un procediment incessant d'inventar i reinventar el context en què es llegeix un text. El post-estructuralisme ha problematitzat l'enfocament de l'estudi humanístic basat en qüestions de significat, intencionalitat i autoria.
Després d'això diversos corrents teòrics com la desconstrucció i l'anàlisi del discurs, pretenen exposar les ideologies i la retòrica operatives en la producció tant dels objectes suposadament significatius com dels temes hermenèutics de l'estudi humanístic. Aquesta exposició ha obert les estructures interpretatives de les humanitats a la crítica, segons les quals la beca humanitària no és "científica" i, per tant, no és apta per a la inclusió en els plans d'estudis universitaris moderns a causa de la naturalesa del seu significat contextual canviant.

### L'humanisme i el plaer de conèixer
Alguns autors, com Stanley Fish, han afirmat que les humanitats poden defensar-se millor negant-se a fer cap reclamació d'utilitat. Qualsevol intent de justificar les humanitats en termes de beneficis externs com la utilitat social (per exemple, l'augment de la productivitat) o en termes d'efectes ennoblidors sobre l'individu (com ara adquirir major saviesa o prejudici disminuït) no té fonament, segons Fish, i simplement imposa impossibilitats als departaments acadèmics corresponents. En aquest sentit, el pensament crític sense parlar explícitament d'humanisme, tot i que és possible que sigui el resultat d'una formació humanística, es pot adquirir en altres contextos. I les humanitats ni tan sols proporcionen el tipus de catxé social (allò que de vegades els sociòlegs anomenen "capital cultural") que és útil per tenir èxit a la societat occidental després de la Segona Guerra Mundial.
Això no debades, estudiosos com ara Fish suggereixen que les humanitats ofereixen un tipus de plaer únic, un plaer basat en la recerca comuna del coneixement (fins i tot si només és coneixement disciplinari). Aquest plaer contrasta amb la creixent privatització de l'oci i la satisfacció instantània característica de la cultura occidental; compleix, així, amb els requisits de Jürgen Habermas per a la desconsideració de l'estatus social i la problematització racional de les zones que fins ara no es qüestionaven, necessàries per a un esforç que es desenvolupa a l'esfera pública burgesa. En aquest sentit, només la recerca acadèmica del plaer pot proporcionar un vincle entre l'àmbit privat i el públic en la moderna societat de consum occidental i enfortir l'esfera pública que, segons molts teòrics, es troba a la base de la democràcia moderna.
Altres, com en Mark Bauerlein, argumenten que els professors d'humanitats han abandonat cada vegada més els mètodes d'epistemologia provats a favor de l'adoctrinament. El resultat és que els professors i els seus estudiants s'adhereixen rígidament a un conjunt limitat de punts de vista i tenen poc interès o comprensió per punts de vista oposats. Un cop aconsegueixen aquesta autosatisfacció intel·lectual, són freqüents les fallides en l'aprenentatge, la investigació i l'avaluació.

### Llegat, desgast i renovació
Joseph Carroll afirma que vivim en un món canviant, un món on el "capital cultural" és substituït per l'alfabetització científica i en què la noció romàntica d'un erudit en humanitats del Renaixement està obsoleta. Aquests arguments apel·len a judicis i ansietats sobre la inutilitat essencial de les humanitats, especialment en una època en què és de vital importància que els estudiosos de la literatura, la història i les arts participin en "treballs de col·laboració amb científics experimentals". Segons l'autor, doncs, la societat contemporània ha inutilitzat les humanitats quan resulta que tornen a ser necessàries per al treball científic, sobretot, es torna necessari una estreta col·laboració entre ciències dures i toves.

## Història del moviment humanístic

### Fundació
Les humanitats queden d'alguna manera fundades a l'Edat moderna. És a Itàlia, més concretament a Florència, on hi neix un nou pensament, menys religiós i que desplaça la teologia tot posant al centre l'ésser humà. Hi haurà una revolució a les ciències dures i toves gràcies a aquest canvi substancial de focus. Els estats italians miren de reprendre el llegat grecollatí i tot emmirallant-s'hi, funden universitats on s'hi cursa les humanitats. L'objectiu era explorar, entendre el món, més enllà de la religió.
Som a les acaballes del segle xiv i l'inici del segle XVI. El coneixement comença a deslligar-se de l'Església catòlica. Obren universitats una mica per tot Itàlia i això és reprès a Europa. És el cas de les universitats de Txèquia, Eslovàquia o França. Això va ser possible pel període de decadència viscut per la jerarquia eclesiàstica. La població i el clergat mateix cerquen explicacions, es desvinculen de les pràctiques i la doctrina que imposa Roma. Neix doncs un moviment intel·lectual que cerca imitar l'antiguitat clàssica europea.
És aquest moviment que dona nom a les humanitats i que funda les mateixes. Cap a l'any 1500 es fan dir "umaniili" que és un trasllat a llengua italiana d'"humanilas" (en llatí). Reprenen el concepte de Ciceró i, com els romans, expressen amb aquest mot, que vol dir en català humanitats, l'absència de preocupació per la vida d'ultratomba, segons el professor Alberto Saladino García.
El model medieval d'estudis s'adapta a les noves preocupacions. La història es concep com quelcom que passa terrenalment, entre els homes, és a dir, s'abandona tot el relat providencialista segons el qual les coses provenen de Déu. Una batalla si es perdia, era perquè Déu així mateix ho va estimar, segons la literatura providencialista. La descentralitat de la religió porta a entendre que la història la fan els humans. Fet això, el currículum mateix canvia. S'estableixen universitats per tal que s'hi pugui estudiar i explorar el pensament a partir de la centralitat atorgada a l'home. Són els studia humanitatis.

### La Primera Il·lustració

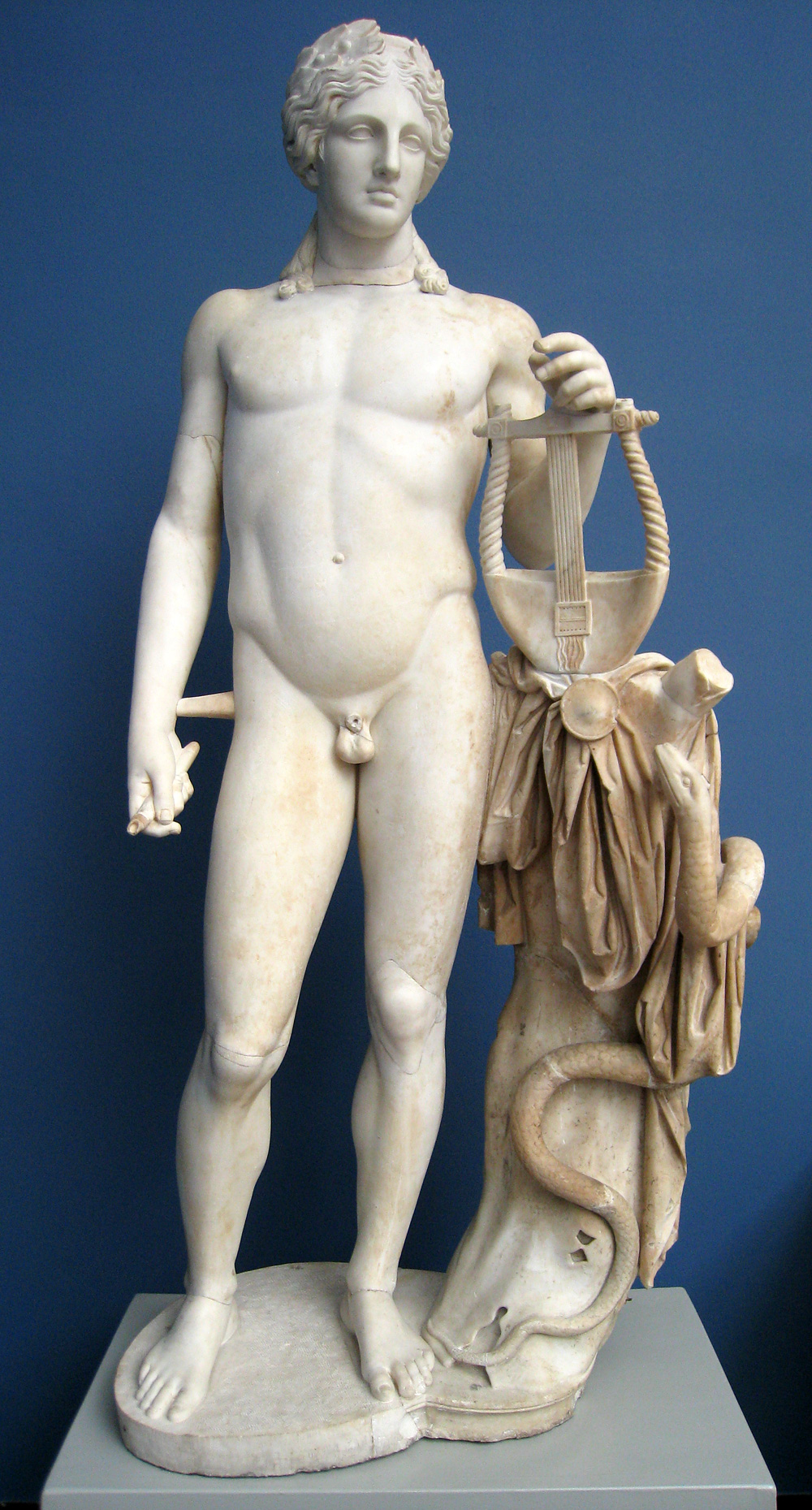
Estàtua romana que representa a Apol·ló, s. - II. Les arts formaven part de l'ensenyament humanístic.

#### L'antiga Grècia
El segle VI abans de la nostra era grec és considerat ben sovint una primera il·lustració. Va ser possible gràcies als anomenats presocràtics. Un grup de ciutadans grecs deixen de llegir la mitologia de la mateixa manera i de mica en mica secularitzen el coneixement de la religió. Neix la filosofia que vol dir "amor al saber". S'hi explora tots els camps mitjançant la maièutica. Les preguntes donen més preguntes i s'amplia el coneixement.
Inicialment aquest ambient reflexiu promou associacions de ciutadans amb les mateixes preocupacions. Més endavant es funden escoles. D'aquí es trauran termes actuals com ara escola o liceu, fins i tot col·legi. Hi ha certa discrepància sobre qui va fer possible tot plegat. Podria haver estat els textos homèrics, tot i que la majoria d'historiadors i historiadores designen a tres autors tràgics, Sòfocles, Eurípides i Èsquil ja que foren els qui celebraven "la grandesa de l'home dins la impotència com a la potència". Altres, finalment, designen a Protàgores com a principal iniciador de l'humanisme grec.
És amb els sofistes que es procedeix a difondre el coneixement. La paraula escola prové justament d'aquesta època i en grec antic volia dir "temps lliure, descans, oci". La formació dels ciutadans grecs es feia a casa. Naixien i eren educats per les mares fins a l'edat adulta. Tot seguit, encarregaven l'educació a un mestre privat, el qual formava deixebles seus. Són aquestes deixebles els qui tornen a reformular els plantejaments apresos per tal d'avançar en l'adquisició de coneixement. Sempre a partir del mètode de la filosofia. En aquesta formació les dones estaven excloses perquè només els homes podien accedir a ser considerats ciutadans. La formació era doncs per tal de poder participar en la vida de la polis i malgrat això, parts de la població eren excloses. La primera il·lustració no és universal.
Amb l'escola milèsia, el primer humanisme europeu es va interessar en les matemàtiques, la moral, la lògica o la física. Es descobreix l'electricitat, encara que ningú hi veu la utilitat. És un coneixement tancat naturalista i humanista. Es debat sobre la unitat de les coses. L'escola pitagòrica fa de l'adquisició de coneixement una espècie de vida en si mateixa. Els pluralistes i atomistes discrepen del monisme. Els sofistes divulguen el coneixement. A la mort de Sòcrates, Plató posa les bases del mètode de la filosofia i reflexiona sobre ètica, moral, etc. Aristòtil qüestiona a Plató i introdueix en aquest primer humanisme una nova fase, més naturalista, menys doctrinària.

#### L'humanisme celta
Segons la investigació del CNRS francès Jean-Louis Brunaux, hi ha manera de pensar que els celtes hagin sigut filohel·lènics (amants de l'hel·lenisme). A parer seu, això mateix es fa evident en la dicotomia que hi havia entre l'ensenyament esotèric sobre la reencarnació i la creença en la reencarnació dels druides, entesos per la comunitat com a filòsofs. Hi hauria en això un humanisme antic, que s'enriquia, al límit, per formar un individualisme i liberalisme antics, segons el francès Jean Mabire. Aquesta lectura pot ser interpretada com a anacrònica o simplement portada al límit.

#### L'humanisme xinès
Veure un humanisme xinès és objecte de discrepància vulgui ser a Europa vulgui ser a l'Àsia mateix. El nucli del debat se situa a l'entorn de la religió perquè a la Xina el pensament filosòfic es barreja amb ètica i espiritualitat. Per això hi ha discrepància fins i tot en com anomenar el pensament xinès. Leibniz o Voltaire varen designar-ho clarament com a filosofia però Kant i altres autors ja només hi veien pensament.
En qualsevol dels casos a la Xina hi neix ben aviat un ambient escolar, amb mestres, deixebles i reflexions filosòfiques. A la caiguda de la dinastia dels Zhou al segle iii aC, el territori actual xinès es veu en una convulsió de guerres entre estats rivals que miren de prendre el mànec de la resta amb l'objectiu d'establir la seva hegemonia. Dins aquest ambient bèl·lic i competitiu, neixen els primers pensadors i d'alguna forma, els primers humanistes. Abans d'això hi ha un pensament purament religiós en què els mites són la justificació del poder a la terra. Amb la guerra i el període dels Regnes Combatents molts intel·lectuals xinesos fan una ruptura psicològica i posen en marxa tot un corrent que medita sobre l'ètica amb l'objectiu d'evitar més guerres i tenir una societat harmònica.
Neixen associacions d'intel·lectuals amb la mateixa preocupació i les mateixes inclinacions. Són escoles que tot seguit són institucionalitzades durant la dinasta dels Qin i els Han. Passen de ser escoles a transformar-se en funcionaris al servei de l'estat. Els Han posen en marxa tot un programa burocràtic amb què literatura, política, filosofia i arts plàstiques conformen el nucli dels estudis humanístics. Han de permetre accedir als càrrecs d'estat i amb això, guiar l'estat, treballar-hi com a servidor.
Aquest pensament es conforma amb el taoisme, el confucianisme, el moïsme i altres escoles més. Tot parteix de Confuci i intel·lectuals com ell que a mode de sofistes grecs es venen a cada Cort reial amb l'esperança que el seu programa i pensament siguin acceptats com a doctrina d'estat. Confuci n'és el més rellevant perquè trenca amb la tradició mitològica i dona importància al present. A l'ara i aquí. A partir d'aquest punt, desenvolupa tot un pensament amb què mira de destriar què és i no ètic. Conforma aleshores un compendi de diàlegs i aforismes amb què prova d'organitzar la societat. És un pensament conservador i la seva doctrina és tancada inicialment en tant que durant el període dels Regnes Combatents, els intel·lectuals com ell pidolaven, més que arribaven a difondre les seves tesis.
Tot i això, es tracta d'un intent de posar focus en l'ésser humà i entendre la societat. D'alguna manera és reflexió i es fa al marge de la religió, encara que puguin subjaure-hi elements d'espiritualitat. Vist d'aquesta forma, es podria dir que efectivament entre el segle Vè i IIIr abans de la nostra era, es va desenvolupar un primer humanisme, amb mestres i deixebles. Potser, aquesta, com la celta, és una altra lectura anacrònica i portada al límit.

### La segona Il·lustració

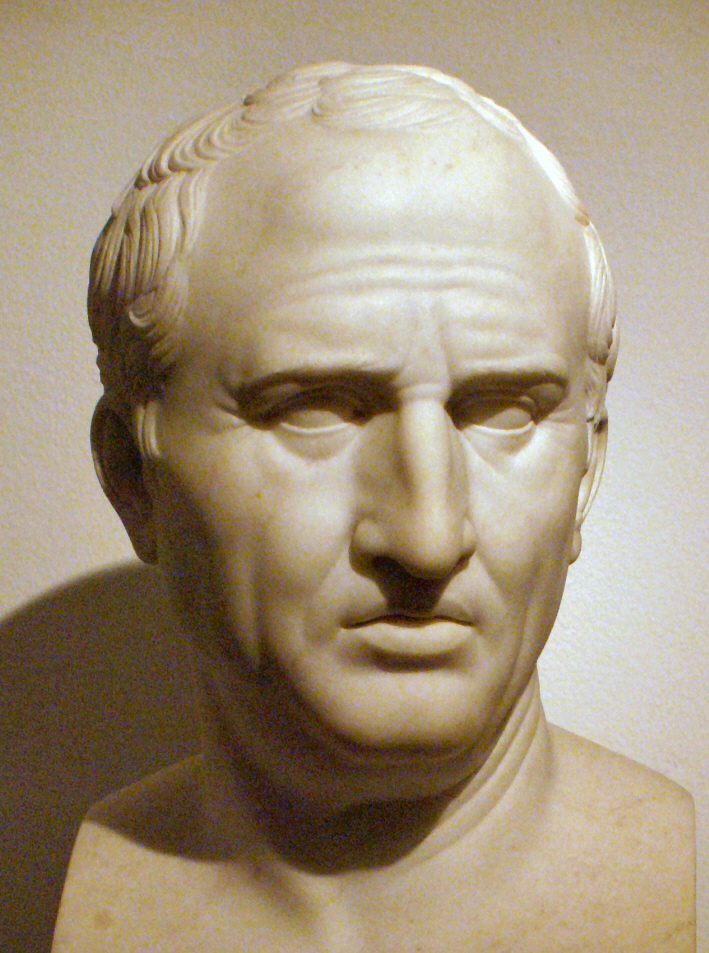
Bust de Ciceró

Com ara els pensadors grecs, els seus successors romans van donar una visió dualista de l'home. Una d'idealista, centrada en valorar les virtuts, l'altra realista, que subratlla les característiques comunes, fins i tot trivials, dels individus. Com ara a l'antiga Grècia, tant el teatre com la filosofia expressen aquesta dualitat. Però, tot i que l'antiga comèdia grega és menys coneguda que la tragèdia, els autors còmics romans marcaran significativament els pensadors del final del Renaixement. Hi destaquen Plaute (a principis dels segles iii i ii aC) i sobretot Terenci. El segon, a qui li devem la cita "res del que és humà m'és estrany", tindrà una profunda influència en la comèdia humanista al segle XVI.
Actiu al segle I abans de la nostra era, Ciceró serà admirat pels humanistes renaixentistes, no només perquè tot sol encarna un gran nombre de virtuts (dignitat, sentit del bé públic i interès general), sinó també perquè, gràcies a la seva tenacitat i al seu talent d'elocució, les concreta en la vida política. Tot i que no pertanyia a la noblesa i, per tant, res el destinava a la vida política, va aconseguir exercir el càrrec suprem durant cinc anys tot mostrant-se receptiu als grans filòsofs grecs. Li devem haver encunyat el terme humanitas i haver-lo associat a la idea de cultura.
Nota: el programa d'estudis a l'antiga Roma s'acaba assimilant al grec. S'hi estudia gramàtic i retòrica amb finalitats burocràtiques. Tal com va succeir a l'antiga Xina, hi ha tota una preparació formativa que havia de permetre ser funcionari de l'estat. Tornam, però, a veure-hi mestres i deixebles.
Igualment, diversos poetes d'aquest període serveixen de models, sobretot Virgili i Ovidi: el primer, a L'Eneida, explica com, a partir de no gaire res, Roma es va aixecar per convertir-se en un imperi; el segon, a Metamorfosis, convida el lector a formar part de la Història, des de la creació del món fins a temps contemporanis.
Els humanistes renaixentistes estaran marcats per la capacitat dels pensadors romans d'aproximar-se a la història no només a través de la ficció, sinó també d'una manera separada, com ara Livi, autor de la monumental Història romana, i més tard Tàcit. També prenen com a models els filòsofs que s'esforcen per desenvolupar la seva reflexió sobre l'home mateix i la seva manera d'apoderar-se del món i d'ells mateixos. D'una banda, els estoics dels segles I i II ane, Sèneca, Epictet o Marc Aureli, però també els hereus de Plató: Plutarc, al segle I ane, i especialment el neoplatonic Plotí, al segle iii aC.
Últim llegat de l'antiguitat romana a l'Occident medieval i modern, i no menys important: el significat de l'exegesi. A principis del segle VI abans de la nostra era, mentre la cristiandat prenia forma, Boeci va traduir Plató i Aristòtil al llatí amb el desig manifest d'actualitzar-los. Oblidats després de la seva mort, els seus textos seran redescoberts a finals del segle vii aC.

### Renaixement

Mona Lisa, de Leonardo da Vinci.

L'humanisme com a tal és un fenomen històric que s'estén en tres segles. Anomenat "Renaixement", aquest període correspon a canvis transcendentals de caràcter polític i cultural. Mentre que els humanistes de la primera generació són essencialment lletrats que tradueixen els texts clàssica grecoromans, els de la segona són "moderns" en tant que s'interessen per qüestions profanes i d'actualitat. Amb la impremta difonen les seves idees.
Mentre que emergeix una gran crisi de legitimitat al si de l'Església, l'Europa Occidental viu grans canvis econòmics i polítics. Hi ha igualment un creixement demogràfic important, fet que afecta l'estructura de la societat, així com revoltes degudes a epidèmies i manca de condicions de vida. L'economia es reestructura amb les companyies colonials i els estats centralitzadors alhora que l'urbanisme guanya terreny, tot vertebrant els nous valors i l'ambient intel·lectual.
Les primeres llars de l'humanisme es van manifestar a les ciutats italianes, sobretot a Toscana i especialment a Florència. Els homes de lletres ja no s'expressa tant en llatí, sinó que opten per la llengua vulgar. Segueix havent-hi una societat patriarcal i supersticiosa però es pregunta sobre el món i la realitat present sense recórrer a la mitologia.
L'humanisme tindrà diversos llocs d'expressió, com les arts plàstiques, l'anatomia humana, les ciències naturals o l'astronomia. Dins el camp de l'astronomia es cou el canvi de mentalitats. La qüestió de l'obalitat de la Terra i de la seva posició respecte l'univers és objecte de persecucions per part de l'Església catòlica. L'avenç en les matemàtiques procura un nou ideal de civilitat i de ciutat.
El nou programa de les humanitats incorpora tot el llegat grecoromà amb una estructura de fons medieval. Alhora mira de depassar els límits medievals sigui al pensament com a les maneres de fer i d'ésser. S'intenta en aquest aspecte superar la preponderància de l'Església sobre la possessió del coneixement. Les revoltes religioses a tot Europa, potencien aquest aspecte. És un període fundador que dona nom a les humanitats, al concepte i que constitueix un punt d'inflexió amb el món medieval. És sobre aquest període que neix la Il·lustració del segle xviii. Es tracta d'un moviment pròpiament europeu, tot i que actualment s'ha volgut cercar altres períodes d'humanisme en societats allunyades, com ara la Xina antiga, o històricament lluny, com ara l'antiga Grècia.

### Quarta Il·lustració
La Il·lustració és la culminació del moviment humanista iniciat durant el Renaixement europeu. És sobretot palpable a la segona meitat del segle xviii on les seves idees acaben triomfant amb la Revolució Francesa i Americana. Es parla de triomf perquè entre l'humanisme i la il·lustració hi ha debat intel·lectal, recerques i un batibull de reflexions però en cap moment hi ha voluntat de posar l'humanisme al centre de la política. La Revolució americana i francesa són responsables d'això mateix.
El terme Il·lustració es refereix específicament a un moviment intel·lectual històric. Tot i que existeixen precedents de la Il·lustració a l'Anglaterra i l'Escòcia de finals del segle xvii, el moviment es considera originàriament francès. Així mateix, la Il·lustració va tenir també una expressió estètica, anomenada neoclassicisme. Des del Regne de França, on madura, es va estendre per tot Europa i Amèrica i va renovar especialment les ciències, la filosofia, la política i la societat. Les seves aportacions han estat més discutides en el terreny de les arts i la literatura. Aquest corrent advocava per la raó com a forma d'establir un sistema ètic. La mentalitat il·lustrada no presentava unes actituds uniformes, però entre els denominadors comuns del moviment es troben elements com el naturalisme, el racionalisme i l'humanisme.
Les idees il·lustrades varen expressar-se segons tres orientacions:
- A la Gran Bretanya, les coses aniran donant-se de manera pragmàtica amb rerefons d'industrialització
- A França, amb tendència centralitzadora i de cultura cartesiana, es posa l'accent sobre el dret, el contracte social i la capacitat racional d'organitzar la societat
- A l'Alemanya actual, amb aproximació metafísica, reflexió sobre la "idea" de l'individu" i filosofies que reivindiquen el seu "idealisme"

El segle de les Llums està marcat per una nova visió, renovada i ampliada del món, hereua de les preguntes del darrer quart de segle. El pensament modern queda impregnat de les línies generals que tot seguit es presenten:
- la primacia de l'esperit científic sobre la Providència trobant en la revolució newtoniana la seva màxima il·lustració
- la reflexió política marcada per la teoria del contracte, hereu dels treballs de John Locke
- afirmació de la idea de tolerància i de Drets Humans
- afirmació del deisme
- afirmació del principi d'individu sobre la societat estamental

La Il·lustració constitueix un pas de gegant pel que fa les ciències humanes i les ciències naturals. Galileu Galileu apunta amb lupa cap al cel, Bacon posa les bases per les ciències experimentals, Newton emet les Lleis sobre la gravitació universal, Harvey aprèn més de la circulació de la sang, etc.

### Segles XIX i XX
El segle xix funda les ciències humanes contemporànies. Després de tota la reflexió política del segle de les Llums, Boucher Perthes, Aexlander Von Humbolt, Jules Michelet, Lewis Henry Morgan i molts altres s'interessen en crear una "ciència de la societat". Una ciència que sigui capaç d'estudiar la condició humana. August Comte, Karl Marx, James Frazer, entre més, són els responsables d'això mateix.
A nivell epistemològic es diferencien les fronteres per cada ciència. Abans d'això tot era ciència, ara, tot partint del principi de divisió del treball, es constitueixen noves disciplines científiques. Tindrem d'una banda les ciències dures, amb la física, la biologia o l'astronomia, les quals s'especialitzen i se separen d'un gran bloc. D'altra banda, neix l'antropologia i la sociologia, les quals donen peu a la formació de més disciplines que estudien la societat, com l'economia o la comunicació. La història rep designació de disciplina científica a banda i és introduïda als currículums universitaris, no sense polèmiques. En efecte, el debat és intens. Què és i no és una ciència?
Durant el segle es defineix el mètode i les vàries disciplines del coneixement científic. Durant el segle XX hi ha una expansió i una estabilització. El coneixement creix i es difon fins que les humanitats es desgasten al final el segle. Arribat al segle xxi, malgrat que continua havent-hi recerca, les humanitats s'han institucionalitzat i procuren a la majoria dels casos un cànon més que tornar-se en una eina per conèixer l'ésser humà i continuar explorant el món.

## Les humanitats avui dia

### Educació i ocupació
Durant moltes dècades, hi ha hagut una creixent percepció del públic que una educació en humanitats prepara de manera inadequada els graduats per a l'ocupació. La creença comuna és que els graduats d'aquests programes s'enfronten a una subocupació i uns ingressos massa baixos perquè una educació en humanitats pugui pagar-ne la pena en inversió.
De fet, els graduats en humanitats troben feina en una àmplia varietat d'ocupacions professionals i de gestió. A la Gran Bretanya, per exemple, més d'11.000 especialitzats en humanitats van trobar feina a les següents ocupacions:
- Educació (25.8%)
- Direcció (19.8%)
- Mèdia/Literatura/Arts (11.4%)
- Dret (11.3%)
- Finances (10.4%)
- Servei civil (5.8%)
- Sense afany de lucre (5.2%)
- Màrqueting (2.3%)
- Medicina (1.7%)
- Altres (6.4%)

Molts graduats en humanitats acaben la universitat sense tenir en compte objectius professionals. En conseqüència, molts passen els primers anys després de graduar-se decidint què fer després, cosa que comporta uns ingressos més baixos al començament de la seva carrera; mentrestant, els graduats en programes orientatius de carrera experimenten una entrada més ràpida al mercat laboral. No deixa ser ser cert que normalment dins dels cinc anys posteriors a la graduació, els graduats en humanitats troben una ocupació o una carrera professional que els agrada.
Hi ha proves empíriques que els graduats en programes d'humanitats guanyen menys que els graduats d'altres programes universitaris. No obstant això, l'evidència empírica també demostra que els graduats en humanitats encara obtenen uns ingressos notablement més elevats que els treballadors sense estudis post-secundaris i tenen nivells de satisfacció laboral comparables als seus companys d'altres camps. Els graduats en humanitats també guanyen més a mesura que avancen les seves carreres; deu anys després de la graduació, la diferència d'ingressos entre els graduats en humanitats i els d'altres programes universitaris ja no és estadísticament significativa. Els graduats en humanitats poden obtenir ingressos encara més alts si obtenen títols avançats o aprofundits.

### Als Estats Units
Els indicadors en humanitats, presentats l'any 2009 per l'Acadèmia Americana d'Arts i Ciències, són la primera recopilació completa de dades sobre humanitats als Estats Units, que proporciona als acadèmics, els responsables polítiques i al públic informació en per menut sobre l'educació en humanitats des de l'educació primària fins a l'educació superior, la força de treball en humanitats, el finançament i la investigació en humanitats i les activitats humanístiques públiques. Els modelats segons els indicadors científics i d'enginyeria de la National Science Board, els indicadors d'humanitats són una font de referències fiable per guiar l'anàlisi de l'estat de les humanitats als Estats Units.

#### Les humanitats al tarannà estatunidenc
La Comissió Rockefeller sobre Humanitats dels Estats Units de 1980 va descriure les humanitats en el seu informe, The Humanities in American Life:
Mitjançant les humanitats, reflexionam sobre la qüestió fonamental: què significa ser humà? Les humanitats ofereixen pistes però mai una resposta completa. Revelen com la gent ha intentat donar sentit moral, espiritual i intel·lectual a un món on la irracionalitat, la desesperació, la soledat i la mort són tan evidents com el naixement, l'amistat, l'esperança i la raó.

#### Com a potencial
L'any 1950, una mica més de l'1 per cent de la joventut de 22 anys als Estats Units havia obtingut un títol en humanitats (definit amb les assignatures en anglès, llengua, història, filosofia); l'any 2010, s'havia duplicat fins a aproximadament el 2% i mig.
En part, això es deu al fet que hi va haver un augment global del nombre d'estatunidencs que tenen algun tipus de títol universitari. (Al 1940, el 4,6 per cent tenia un títol de quatre anys; el 2016, el 33,4 per cent en tenia un). Com a percentatge del tipus de títols atorgats, però, les humanitats semblen disminuir. La Universitat Harvard n'és un exemple. L'any 1954, el 36% dels estudiants de Harvard es van especialitzar en humanitats, però al 2012 només el 20% va fer aquest curs d'estudis.
El professor Benjamin Schmidt de la Northeastern University ha documentat que entre els anys 1990 i 2008, els títols en anglès, història, llengües estrangeres i filosofia han disminuït del 8% a poc menys del 5% de tots els títols universitaris dels Estats Units.

#### A les arts liberals
L'informe 2013 de la Comissió d'Humanitats i Ciències Socials The Heart of the Matter dona suport a la noció d'una àmplia “educació en arts liberals”, que inclou estudis en disciplines, des de les ciències naturals fins a les arts i també les humanitats.
Molts col·legis ofereixen aquesta formació; alguns ho requereixen. La Universitat de Xicago i la Universitat de Colúmbia van ser de les primeres escoles a demanar un extens currículum basat en filosofia, literatura i arts per a tots els estudiants. Altres col·legis amb programes obligatoris reconeguts a nivell nacional en arts liberals són la Universitat Fordham, St. John's College, Saint Anselm College i Providence College.
D'entre els defensors més destacats de les arts liberals als Estats Units s'inclouen Mortimer J. Adler [70] i E. D. Hirsch, Jr ..

#### A la Revolució Digital
Els investigadors en humanitats han desenvolupat nombroses corporacions digitals a gran i petita escala, com ara col·leccions digitalitzades de textos històrics, juntament amb les eines i mètodes digitals per analitzar-los. El seu objectiu és descobrir nous coneixements sobre corpus i visualitzar les dades de la investigació de maneres noves i reveladores. Gran part d'aquesta activitat es produeix en un camp anomenat humanitats digitals.

#### STEM
Actualment, els polítics dels Estats Units defensen la necessitat d'un major finançament dels camps en STEM. El finançament federal representa una fracció molt menor del finançament per a les humanitats que en altres camps com l'STEM o la medicina. El resultat va ser una disminució de la qualitat tant en l'educació universitària com en la pre-universitària en el camp de les humanitats.
L'ex-governador de quatre mandats de Louisiana, Edwin Edwards (D), ha reconegut recentment la importància de les humanitats.

### A Europa

#### Debat sobre el valor de les humanitats
El debat i la crítica contemporània en el camp dels estudis universitaris se centra al voltant de la disminució del valor atorgat a les humanitats. Com ara als Estats Units, es percep una disminució de l'interès que s'atorga a les humanitats a la política d'educació de l'ensenyament superior, en investigacions que no produeixen productes comercialitzables.
Aquesta amenaça es pot veure sota diverses formes a tot Europa, però s'ha prestat molta atenció negativa, i en particular, a l'avaluació de la investigació. Per exemple, el Regne Unit ha estat objecte de crítiques a causa dels seus criteris d'avaluació de les humanitats i, de fet, de les ciències socials en general. En particular, la noció d '"impacte" ha generat un debat significatiu.
Així i tot, les humanitats són un requisit per a poder ser format en periodisme als països de parla francòfona. En aquests països tornen a ser utilitzades per passar els exàmens estatals amb què els ciutadans poden accedir a esdevenir funcionaris.

### A l'Àsia
A l'Índia, hi ha moltes institucions que ofereixen estudis universitaris de llicenciatura o graduat/diplomes i postgrau en PG o màster/diploma, així com estudis i investigacions de doctorat i post-doctorat en aquesta disciplina acadèmica.

### Les humanitats i el món digital
Les humanitats digitals és una expressió amb què es parla de l'ús de la tecnologia de la informàtica aplicada a les ciències humanes. Convergeixen humanitats, recerca, ensenyament, enginyeria i arts, literatura, ciències socials i humanes.
Es caracteritze per l'aplicació del mètode i les pràctiques humanístiques a la informàtica i el món digital. Alhora miren de prendre en compte els nous continguts i tipus de format digitals.

## Biografia
- Història de la humanitat i la llibertat, vol. Grècia i el naixement de la democràcia. Arturo Perez, Sàpiens.
- Pèricles no hi és. Borja Antela-Bernárdez, UOC Editorial (2009).
- Humanisme i Renaixement. Jordi Rubió i Balaguer, Publicacions de l'Abadia de Montserrat (1990)